# Svjatoslav I. Kijevski
Svjatoslav I. Kijevski ali Svjatoslav Igorevič (starovzhodnoslovansko Свѧтославъ Игоревичь), kijevski veliki knez, * okoli 942, † marec 972.
Svjatoslav je bil sin kijevskega velikega kneza Igorja in njegove žene Olge, hčerke Olega Modrega. Ko so Drevljani leta 945 ubili njegovega očeta, je bil mladoleten in je v njegovem imenu zavladala mati Olga.

## Vladanje Svjatoslavove matere Olge
Kot privoščljivo pripoveduje prva vzhodnoslovanska kronika Zgodovina minulih let, ki prepleta resnico z legendo, se je Olga kruto maščevala za moževo smrt. Dvajset odposlancev, ki so prišli prosit za odpuščanje in ji ponudit svojega kneza za moža, naj bi dala živih zakopati. Potem naj bi se še nekajkrat neusmiljeno maščevala. Po enem letu obleganja pa naj bi njena vojska z zvijačo zavzela drevljansko glavno mesto Korosten, ga požgala, veliko prebivalcev pobila, nekatere odpeljala v suženjstvo, ostalim pa naložila težak davek.
Svjatoslav je pustil materi, da je vlada doma tudi potem, ko je postal polnoleten, sam pa se je odpravil na vojne pohode. Zdi se, da je imela Olga ves čas dobre odnose z Bizantinskim cesarstvom. Nekako leta 955 se je dala v Kijevu krstiti. Leta 957 je odpotovala v Konstantinopel, kjer je bila gostja na cesarjevem dvoru.
Olga je umrla leta 969. Še pred vzhodnim razkolom je bila proglašena za svetnico Olgo Prelepo in zato njeno svetništvo priznava tudi rimskokatoliška cerkev.

## Biografija
Svjatoslav je bil rojen bojevnik. Njegova vojska je potovala brez voz, šotorov in kotlov za kuhanje hrane; jezdeci so shajali s tem, kar so lahko nosili na konjih. Meso so mehčali pod sedli. Svjatoslav se je prehranjeval enako kot njegovi borci in spal na prostem, tako kot oni.
Svjatoslav je svoj prvi pohod usmeril proti Hazarom in takoj zavzel njihovo glavno mesto Biograd na Donu. Potem je nadaljeval do kavkaških planin, kjer si je pokoril plemeni Jasi (kavkaški Oseti) in Kosogi (Čerkezi). S tem ko je uničil imperij Hazarov, je odprl pot mnogo nevarnejšim Pečenegom, ki so takoj začeli vdirati na kijevsko ozemlje.
Svjatoslavov največji podvig je bil pohod na Balkan, nad Bolgarijo, leta 968. Bolgari so tedaj pritiskali na Bizantinsko cesarstvo in ker je imel bizantinski cesar Nikeforos II. Fokas probleme tudi drugje, je prosil za pomoč ruskega kneza; grški zgodovinar Leon Diakonos poroča, da je Svjatoslavu za uničenje Bolgarov ponudil 1500 funtov zlata.
Svjatoslav je Bolgare s svojimi 60.000 možmi hitro premagal in zavzel severovzhodni del Bolgarije (Dobrudžo). Ker pa se po zavzetju ni hotel umakniti, je bilo zavezništva med Rusi in Bizantinci konec. Bizantinci so podkupili Pečenege, da so napadli Kijev. Olga je že razmišljala o predaji, ko je enemu od njenih vojskovodij vendarle uspelo odvrniti napadalce, dokler jih Svjatoslav, ki se je vrnil iz Bolgarije, ni pregnal.
Naslednje leto se je Svjatoslav odločil, da bo prestolnico kijevske države prenesel v Perejaslavec v ustju Donave, od koder bi laže obvladoval trgovino s Sredozemljem. Odločitev, ki je napovedovala spopad z Bizantinci, je zelo prizadela njegovo mater, ki je tedaj umrla. Svjatoslav je upravljanje kijevske države razdelil med svoje tri sinove, Jaropolka, Olega in Vladimirja in leta 969 ponovno zavzel Bolgarijo.
Novi bizantinski cesar Ivan I. Cimiskes, ki je med tem ubil prejšnjega cesarja in zasedel njegovo mesto, je pozval Svjatoslava, naj se drži dogovora in mu prepusti ozemlje Bolgarije. Svjatoslav se je odzval tako, da je zasedel Trakijo, začel oblegati Adrianopolis (Odrin) in zagrozil z zavzetjem Konstatinopla. Vendar ga je bizantinski cesar uspel z zmago pri Arkadiopolisu (leta 970, danes Lüleburgaz) zaustaviti. Naslednje leto je cesar prišel na Balkan z veliko vojsko in preko gorskih prelazov zavzel Perejaslavec. Svjatoslav se je z vojsko umaknil v mesto Dorostol (danes Silistra). Po trimesečnem obleganju je bil prisiljen pristati na zelo neugodne mirovne pogoje, v katerih se je moral obvezati, da bo zapustil Bolgarijo in da ne bo nikdar več napadel Bizantinskega cesarstva, ampak bo sodeloval v njegovi obrambi. V prisegi, s katero je potrdil pogodbo, se je skliceval na svoje orožje in bogova Peruna in Volosa. Svjatoslav je do konca ostal pogan.
Na poti domov je Svjatoslavova vojska padla v zasedo: med prenašanjem ladij okrog dneperskih slapov so jih napadli Pečengi in vse pobili. Nepojasnjeno je ostalo, ali so prišli Pečenegi tja po dogovoru z Bizantinci ali na svojo pobudo.
Rusko pripovedništvo opisuje Svjatoslava kot hrabrega bojevnika, ki ga ni bilo mogoče prestrašiti. Njegov veren opis daje tudi Leon Diakon († okrog 1000), ko opisuje Svjatoslavovo srečanje z bizantinskim cesarjem Ivanom Cimiskesem leta 972: »……. opazili so Svjatoslava, ki je v običajni skitski ladji veslal skupaj z ostalimi veslači. Bil je srednje rasti, ne previsok, ne premajhen; imel je sploščen nos, modre oči, goste obrvi, redko bradico, košate brke. Lase je imel ostrižene, razen čopa, ki je dokazoval plemenitost njegovega rodu. Imel je debel vrat, široke prsi, bil je zelo razvit. V njegovi zunanjosti je bilo nekaj mračnega in surovega. V enem ušesu je imel uhan z rdečim kamnom in dvema biseroma. Njegova bela obleka se ni v ničemer razlikovala od oblek ostalih Skitov, razen po čistoči. Ne da bi se dvignil s klopi svoje ladje, se je kratek čas pogovarjal s cesarjem o miru, potem pa se je odpravil nazaj.«
O Svjatoslavovih ženah v kronikah ni podatkov. Znano je le, da sta bila Jaropolk in Oleg njegova zakonska sinova, Vladimir pa nezakonski sin, katerega mati je bila služabnica ali dvorna dama kneginje Olge.
Po Svjatoslavovi smrti so se njegovi sinovi spopadli za oblast. Zmagal je Vladimir in si do leta 980 utrdil oblast v Kijevski Rusiji.